# Kurt Nielsen (atlet)
 For alternative betydninger, se Kurt Nielsen. (Se også artikler, som begynder med Kurt Nielsen)
Kurt A. Nielsen (født 1927) er en tidligere dansk atlet. Han var medlem af Københavns IF.

## Danske mesterskaber
- Sølv 1954 110 meter hæk 15,4
- Sølv 1954 Stangspring 3,70
- Bronze 1953 Stangspring 3,60
- Bronze 1952 110 meter hæk 15,4
- Bronze 1951 110 meter hæk 15,7
- Bronze 1950 110 meter hæk 15,6

## Dansk rekord
- 200 meter hæk: 27,0 1952

## Personlige rekord
- 110 meter hæk: 15,4 1952
- 200 meter hæk: 26.0 Heleneholm Malmø
- Stangspring 3.80 1955
- Længdespring 6.79 1953